# Trasplantament de còrnia
El trasplantament de còrnia, també conegut com a empelt de còrnia, és un procediment quirúrgic oftalmològic on una còrnia danyada o malalta es substitueix per teixit corneal d'un donant (l'empelt). Quan se substitueix tota la còrnia es coneix com a queratoplàstia penetrant i quan només se substitueix una part de la còrnia es coneix com a queratoplàstia lamel·lar. La queratoplàstia significa simplement cirurgia a la còrnia. L'empelt es pren d'un individu mort recentment sense cap malaltia coneguda o altres factors que puguin afectar la possibilitat de supervivència del teixit donat o la salut del receptor.
El procediment quirúrgic sovint es fa de manera ambulatòria. Els donants poden ser de qualsevol edat, com es mostra en el cas de Janis Babson, que va donar els seus ulls després de morir als 10 anys. El trasplantament de còrnia es realitza sovint pel queratocon quan els medicaments, la cirurgia conservadora i l'entrecreuament del col·lagen corneal ja no poden curar la còrnia.
Aquest procediment quirúrgic sol tractar la ceguesa corneal, amb taxes d'èxit d'almenys el 41% a partir del 2021.